# Ливингстън (окръг, Мисури)
Вижте пояснителната страница за други значения на Ливингстън.
Окръг Ливингстън (на английски: Livingston County) е окръг в щата Мисури, Съединени американски щати. Площта му е 1393 km², а населението - 14 558 души (2000). Административен център е град Чилъкоти.